# E-Fan

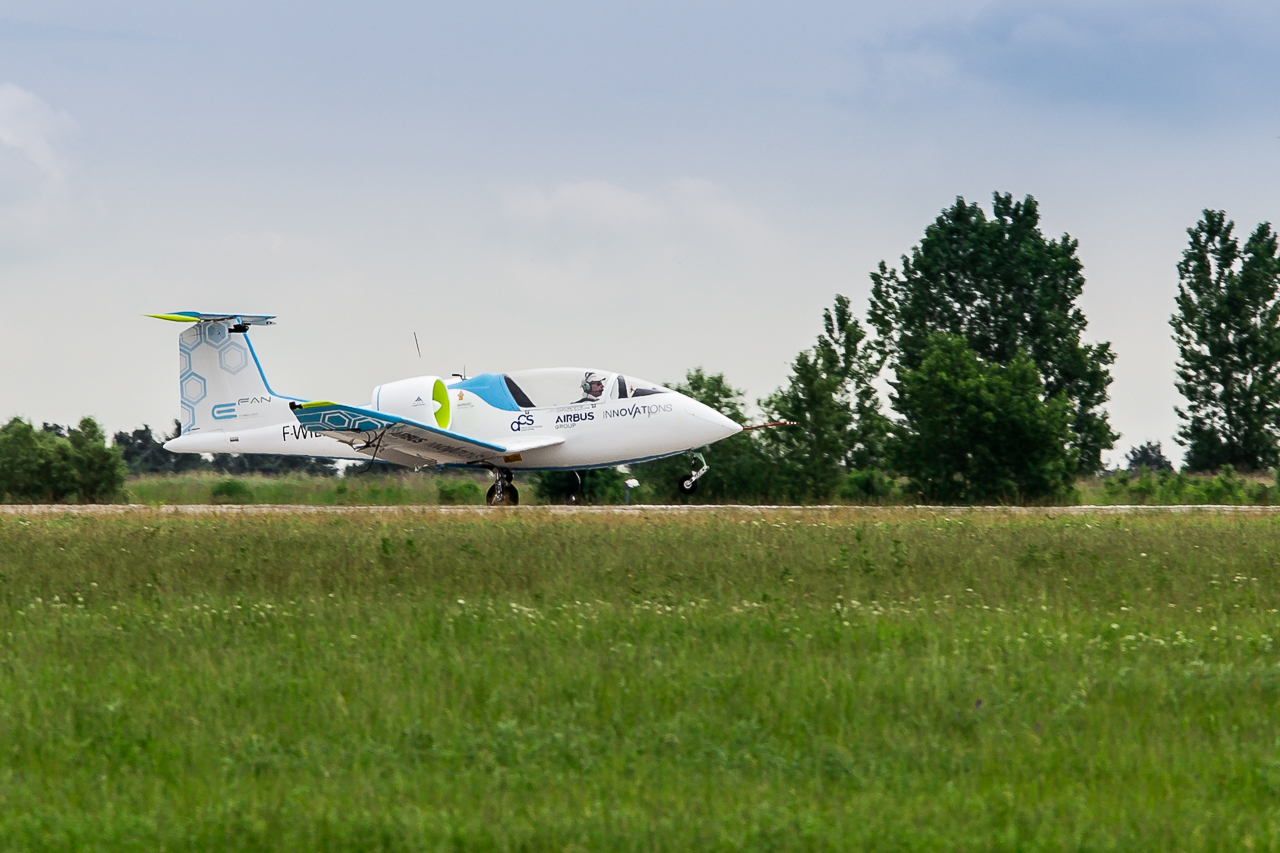
Airbus E-Fan kísérleti repülőgép

Az E-Fan az Airbus Csoport teljesen elektromos hajtású  kísérleti repülőgépe, amely először 2014. március 11-én szállt fel Franciaországban. A repülőgép a dél-koreai Kokam gyár 250 V feszültségű lítiumion-akkumulátor-csoportját használja áramforrásul, mely az együléses gép pilótafülkéje mögött két oldalt elhelyezett légcsavar egyenként 30 kW teljesítményű motorjait táplálja. A repülőtéri guruláshoz és a felszállás segítéséhez a főfutót egy további 6 kW-os motor hajtja. 
A repülőgép kísérleti példány, mellyel az elektromos hajtás elveit próbálják ki, gyakorlati alkalmazása nem lehetséges, mert a telepek mindössze egy órányi repülést tesznek lehetővé, ami a repülőtér közvetlen környékére korlátozza hatótávolságát. Minden eshetőségre felkészülve az akkumulátorok esetleges kimerülésekor ejtőernyővel lehet a gépet biztonságosan a földre tenni.

## További tervek
Az Airbus Csoport 2050-ig kíván kifejleszteni egy hibrid hajtású utasszállító repülőgépet 70-80 ülőhellyel. A tervezett repülőgépet hat villamos hajtású csőlégcsavarral építenék, az elektromos energiát a felszálláskor és a repülés során egy központi gázzal üzemelő energiaforrás szolgáltatja, melynek károsanyag-kibocsátása és zaja kisebb, mintha minden egyes légcsavar külön hagyományos hajtással rendelkezne. Leszálláskor a légcsavarokat csak az akkumulátorokban tárolt elektromos energiával hajtanák.